# Jordbundsbiologi
Jordbundsbiologi er læren om jordbundens liv. Jordbundens liv kaldes også jordbundsorganismer eller edafon (fra græsk έδαφος ethaphos "jord") og er den samlede mængde jordbundsflora og jordbundsfauna, som findes i jorden.
Livet nede i jorden er mindst lige så varieret og rigt som det, man ser over jorden. Som alle steder må man søge livets kilde i de planter, som har fotosyntese. De er de eneste, der kan bygge stof op, og det er også fra dem, at jordbunden får sit tilskud. Det sker i form af nedfaldne blade, kviste, grene, bark, knopskæl, blomster og frugter, men det sker også i form af rodvækst direkte i jorden.
Det er nedbrydernettets sammenfletning og biodiversitet, der afgør jordbundens type og frugtbarhed. Edafon kan blive mere talrigt og opnå større artsdiversitet, hvis mængden af førne stiger, og især hvis sammensætningen af førnen bliver mere varieret. Af samme grund er edafon næsten altid mest varieret i kompostbunker med en blandet sammensætning af køkken- og haveaffald.
Omvendt betyder det tilhørende tillægsord edafisk ”hvad angår jordbunden” eller ”vedrørende økologiske forhold i jordbunden”. Det er dermed betegnelsen for alt det, der er knyttet til jordbunden, dvs. dens fysiske, kemiske og biologiske egenskaber, herunder også forhold som pH, lv og det samlede indhold af organisk stof.
Begrebet edafon blev for første gang brugt af botanikeren og mikrobiologen Raoul Heinrich Francé i begyndelsen af det 20. århundrede. Den amerikanske forsker, Elaine R. Ingram har fulgt op på hans arbejde med en betydelig vægt på jordbundsorganismernes fødenet.

## Inddeling
Man adskiller jordbundsorganismerne i jordbundsflora (planter, bakterier og svampe) og jordbundsfauna (dyr). I jorden lever der desuden talrige en- og fåcellede, eukaryote mikroorganismer, protisterne.  Bemærk, at planterødder, løg, jordstængler og andre underjordiske dele af de grønne planter ikke tilhører jordbundsfloraen.
Alt efter deres levested opdeles de levende organismer i:
- hyperedafisk – som lever i urte- og busklaget
- epedafisk/epigæisk – som lever i førnen
- hemiedafisk/hypogæisk – som lever i humuslaget
- euedafik/endogæisk – som lever i overjorden

Der er fire forskellige måder, organismerne kan skaffe sig føde på i jorden:
1. De kan leve af som fotoautotrofe, for indtil ca. 3 cm jorddybde er der tilstrækkeligt lys til, at alger kan leve af fotosyntese.
2. De kan leve som rovdyr ved at æde af de autotrofe organismer og heterotrofe organismer.
3. De kan leve som kemoautotrofe, hvad nogle bakterier gør, især i iltfattig jord, hvor de omsætter kvælstof- og svovlforbindelser.
4. De kan leve som heterotrofe nedbrydere, og det gør de fleste af organismerne, for de omsætter førne og underjordiske planterester.

### Sammensætning
Den samlede mængde af organismer i jorden spiller en vigtig rolle ved komposteringsprocesserne. De følgende mængder er kun tilnærmelser og kan svinge alt efter jordtypen:
- 40 % bakterier, især aktinobakterier
- 40 % alger og svampe
- 12 % regnorme
- 5 % øvrige makrofauna: polychæter, gastropoder, arachnider ...
- 3 % øvrige mikrofauna: nematoder, mider, kollemboler ...

## Mykorrhiza
I jordbunden findes også en helt speciel form for samliv i det, der kaldes mykorrhiza. Her har en svamp og en karplante lavet en symbiose, et samliv, som er til fordel for begge parter. Svampen leverer det vand og de mineraler, som planten har besvær med at skaffe. Planten forsyner omvendt svampen med det sukker, de vitaminer og de plantehormoner, som svampen ikke selv kan danne. Koblingen mellem svamp og planterod opstår, når en svampehyfe (af den rette slags) møder en finrod af planten. Så vokser svampen enten ind i roden eller rundt om den. På den måde opstår der nogle "rødder", der ser helt mærkværdige ud, tykke og gaffelgrenede som de er.
Det har vist sig, at så godt som alle undersøgte planter har samliv med én eller flere svampe. Selv blandt urterne, deriblandt mange græsarter, har man fundet dette forbund med forskellige svampe. Men samlivet kan være endda mere indviklet. Man ved, at forskellige rørhatte danner mykorrhiza med træarterne. Det er konstateret, at rørhattens mycelium samtidigt også er aktivt som rådsvamp, altså i nedbrydningen af vissent løv.
Tilmed findes der en blomsterplante, Snylterod (Monotropa hypopitus), som udnytter dette mangesidede samliv. Den sætter simpelthen sine rødder i kontakt med mykorrhizasvampen og udsuger den for alt, hvad den har brug for. Derfor behøver planten ikke at ofre kræfter på at danne grønkorn, og derfor er den helt voksbleg med mærkværdige, gustent-røde blomster.

## Jordbundsflora
Jordbundsfloraen består blandt andet af svampe, alger, bakterier og laver. Specielt bakterierne ernærer sig overvejende af afdødt, organisk stof (førne). Jordbundsfloraen skaber humificering og mineralisering af det organiske stof og har dermed en vigtig rolle i økosystemerne.
I en diskussion af begrebet nanoplankton betegnede Francé den autochthone mikroflora som en nanedafon. Den rummer forskellige stav-, kugle- og kornformede organismer, som godt kan skiftes med hinanden i et kredsløb, men som findes under alle klimaforhold. Det drejer sig om en „dybdeform“ af edafon, da dette mikroliv er mindst afhængig af lys og luft og ofte findes flere meter nede under overfladen.
Hvor de højere planter, altså træer, buske og urter, danner makrofloraen, dér danner bakterier, svampe og strålesvampe mikrofloraen. "Mikro-" hedder den, fordi dens medlemmer er så små, at de som regel ikke kan ses med det blotte øje. Denne floras "planter" har det fælles, at de ikke har grønkorn. Det har tvunget dem til at vælge deres levevej blandt følgende tre: saprofyt (rådplante), parasit (snylter) eller symbiont (samlever). De kan altså vælge at leve af det døde, de kan leve af det levende, eller de kan leve sammen med andre levende. Da de ikke har munde eller kløer, må de tiest vælge at vente på en passende lejlighed, før de kan gå i gang med deres livsform.

### Bakterier
Bakterierne er encellede organismer, som formerer sig ved celledeling. Af og til kan de foretage en parringsagtig sammensmeltning, men det mest normale er celledelingen. Langt de fleste bakterier lever af at omsætte allerede dødt materiale. Nogle få angriber dyr, og endnu færre er snyltere på planter. Bakterierne må vælge sår og naturlige åbninger som adgangsveje. De er også nødt til at følge revner eller de naturlige transportveje ind i planter eller dyr. Mange bakterier er egentlig slet ikke skadegørende, men udskiller blot giftige stoffer som deres "ekskrementer".
En særlig gruppe bakterier er de såkaldte "knoldbakterier". De findes i knolde på bælgplanternes rødder, hvor de har betingelser, så de kan omsætte frit, atmosfærisk kvælstof (N2) til biologisk brugbart ammonium-kvælstof (NH4+). Dette geniale samarbejde sætter bælgplanterne i stand til at optræde som pionerer alle steder, hvor kvælstof er den afgørende mangel i jorden. I øvrigt hører knoldbakterierne til en meget gammel gruppe af bakterier, som alle har det fælles, at de foretrækker et iltfrit miljø. Man kunne nævne forrådnelsesbakterier, betændelsesbakterier eller svovlbakterier som andre eksempler. Disse grupper klarer sig ved helt andre livsprocesser end dem, der tåler et iltrigt miljø. Det er let at opdage deres nærværelse, for den afsløres på lugten af giftige luftarter som svovlbrinte, metan, ammoniak eller forskellige, højere kulbrinter ("fusel").
Det er under alle omstændigheder fælles for bakterierne, at de foretrækker et varmt (ca. 20 °C) og fugtigt miljø (gerne en relativ luftfugtighed på over 90%) at leve i. Kulde og tørke er velkendte konserveringsmetoder, netop fordi de hæmmer bakteriernes vækst. Tilsvarende foretrækker de et miljø uden for meget fri syre. pH i jordbunden skal helst ligge oppe over 6, for at de kan trives. Det passer også med, at eddikesyltning længe har været brugt som konserveringsmetode. Men hvis bakterierne ellers kan få det, som de helst vil, så kan de omsætte organisk stof forbavsende hurtigt. Det er velkendt, at en kompostbunke, som bliver omhyggeligt passet med vand og kalk, meget hurtigt bliver omsat til ukendelighed.

### Svampe
Svampene er organismer, der mangler grønkorn. De har altså ingen fotosyntese. Der findes encellede svampe, f.eks. gærsvampene, men de fleste er dog flercellede og højt udviklede. Hovedparten af svampene lever som rådsvampe. Nogle angriber planter som snyltesvampe, og meget få har tilpasset sig til at snylte på dyr. Der findes dog her adskillige eksempler på mellemformer. Dels svampe, som egentlig er rådsvampe, men som bliver snyltere, hvis der byder sig en passende mulighed. Og dels er der tale om svampe, som er snyltere pr. arveanlæg, men som lader sig nøje med tilværelsen som rådsvamp, når der ikke er andre muligheder. 
Svampene formerer sig ved sporer, som er primitive livskim med ganske ringe chancer for at overleve og udnytte nye levesteder. Derfor har svampene udviklet en formeringsstrategi, som går ud på massevirkning: Hver svamp sender simpelthen milliarder af sporer af sted. Omvendt kan svampene danne flere forskellige typer af sporer, alt efter levevilkårene. Det giver så alligevel en helt god grad af tilpasning. Men for at sporerne kan spredes effektivt, må sporehuset eller paddehatten dannes over jorden og gerne på et sted med god luftbevægelse. Formen på paddehatten kan også medvirke i spredningen, for det viser sig nemlig at den velkendte paraplyagtige form frembringer et undertryk på undersiden af hatten, når vinden passerer den. Sporerne bliver ligefrem suget ud i luften.
Svampene er ikke så afhængige af et bestemt miljø som bakterierne. De tåler en ret høj grad af tørke, og nogle af dem kan tilmed selv flytte fugtigheden derhen, hvor der er brug for den . Mange svampe kan med lethed etablere sig ved helt lave temperaturer, og enkelte kan tilmed fortsætte væksten ved lige omkring 0 °C. Heller ikke syreforholdene i jorden er de kræsne overfor. Når bakterierne ikke kan klare omsætningen, fordi jorden er for sur, så træder svampene til i stedet. Det er dog klart, at svampene ikke kan omsætte organisk stof så hurtigt som bakterier, for under sure forhold sker kompostering op mod 10 gange mere langsomt end under basiske. Og der kan godt blive så surt, at selv svampene må give op. I så fald dannes der en slags tørv i stedet for humus. Det sidste er velkendt fra vore moser, og det er også grunden til, at man i dag kan udnytte store forekomster af Tørvemos (Sphagnum).

#### Strålesvampe
Strålesvampe eller aktinobakterier er små og ret primitive. Forskerne var længe i tvivl, om strålesvampene skulle sættes i gruppe med bakterierne, eller om de skulle i gruppe med svampene. De fleste arter lever som rådsvampe i jorden, hvor de omsætter dødt materiale. Under denne proces opstår de stoffer, som fremkalder den typiske "muldlugt" eller "skovbundslugt" . Nogle enkelte fremkalder betændelsessygdomme hos dyr og mennesker, og lidt flere kan fremkalde sygdomme hos planter, f.eks. Kartoffelskurv.
En særlig gruppe af strålesvampe lever i symbiose med en række vedplanter: El, Pors, Comptonia, Sandtorn, Sølvblad, Bøffelbær og Ceanothus f.eks. Her dannes der nogle små, svulstagtige knolde på rødderne. Strålesvampen, som findes inde i knoldene, er i stand til at omsætte luftformigt og biologisk "dødt" kvælstof (N2) til biologisk brugbare forbindelser. Heri ligger der noget, som svarer til bælgplanternes samliv med knoldbakterier. Disse livsformer ser ud til at være ret ligegyldige overfor svingninger i jordens syreindhold.

#### Rovsvampe
En helt særlig type svampe har lært sig kunsten at fange og udsuge nematoder. De danner små løkker på myceliet, og i de løkker udskiller de nogle stoffer, som lokker nematoderne til. Hvis en orm kryber gennem løkken, udløser den en lynhurtig sammensnøring, som dræber den. Derefter kan svampen udsuge nematoden i ro og mag. Man kalder disse svampe for rovsvampe.

### Jordbundsflora liste
Mikroflora
Alger
Gærsvampe
Bakterier
Myxobakterier
aktinobakterier
Eubakterier
Cyanobakterier
Svampe
Mykorrhiza

## Jordbundsfauna
Ligesom jordbundsfloraen har jordbundsfaunaen en vigtig rolle ved opbrydning og omsætning af afdde planterester, dyrelig og -afføring. Det gælder i særlig grad de dyr, som kryber gennem jorden eller vælter rundt på den, for de sørger for opblanding, gennemluftning og løsning af jordbunden.
Opdeling efter størrelse:
- Mikrofauna( - 0,2 mm): amøber, ciliater, trådorme
- Mesofauna (> 2 mm): mider, springhaler
- Makrofauna (< 20 mm): bænkebidere, edderkopper, regnorme, biller og andre nsekter
- Megafauna (> 20 mm): hvirveldyr som muldvarp, markmus og spidsmus

Makro- og megafaunaen sørger for omrodning af jorden, opsplitning af førne og dannelse af jordkrummer. Mesofaunaen klarer den finere omrodning og opbrydning, og de bliver til kvælstofrige fødeemner (lig og afføring). Mikrofaunaen påtager sig det sidste led: mineraliseringen. Alle dele af jordbundsfaunaen fremmer desuden aktiviteten hos mikroberne.
Megafauna: størrelser over 20 mm, f.eks.
Muldvarp
Gnavere
Mosegris (vandrotte)
Mus
Makrofauna: størrelser mellem 2 og 20 mm, f.eks. 
Annelider
Regnorme
Enkytræer
Bænkebidere
Skolopendere
Tusindben
Spindlere
Edderkopper
Mejere
Insekter
Biller
Myrer
Snegl
Mesofauna: størrelser mellem 100 mikrometer og 2 mm f.eks.
Tardigrader
Mider
Springhaler.
Mikrofauna: størrelser mellem 1 og 100 mikrometer f.eks.
Protozoer
Flagellater
Amøber
Ciliater
Nematoder
Rotiferer